# Augusta (Illinois)
Pour les articles homonymes, voir Augusta.
Augusta est un village du comté de Hancock dans l'Illinois, aux États-Unis,. Situé au sud-est du comté, il est incorporé le 28 octobre 1879.

## Démographie
Lors du recensement de 2010, le village comptait une population de 587 habitants. Elle est estimée, en 2016, à 563 habitants.

## Source de la traduction
- (en) Cet article est partiellement ou en totalité issu de l’article de Wikipédia en anglais intitulé « Augusta, Illinois » (voir la liste des auteurs).